# LDS (Formel 1)
LDS ist die Markenbezeichnung für insgesamt 13 Rennwagen, die der südafrikanische Rennfahrer und Konstrukteur Louis Douglas „Doug“ Serrurier in den 1950er- und 1960er-Jahren für die Formel 1 entwickelte und aufbaute. Es handelte sich um Eigenbauten (im englischen Sprachgebrauch „Specials“), die nur auf südafrikanischen und rhodesischen Rennstrecken eingesetzt wurden. Bis 1968 erschienen sie mit diversen Fahrern bei zahlreichen Rennen der südafrikanischen Formel-1-Meisterschaft. Daneben wurden sie in den Jahren 1962 bis 1968 auch zu den Großen Preisen von Südafrika gemeldet, der Teil der Formel-1-Weltmeisterschaft war. Bei diesen Veranstaltungen traten sie gegen internationale Konkurrenz an. Der LDS Mark 1 war das erste in Südafrika konstruierte Rennauto, das bei einem Formel-1-Weltmeisterschaftslauf ins Ziel kam.

## Hintergrund
Seit 1960 wurde in Südafrika eine nationale Automobilsportmeisterschaft ausgetragen, deren Reglement sich an dem der Formel 1 orientierte. Die Rennen zur südafrikanischen Formel-1-Meisterschaft, die nicht zur Formel-1-Weltmeisterschaft zählten, fanden zumeist auf südafrikanischen Strecken in East London, Killarney oder Kyalami statt; in jedem Jahr wurde aber auch ein Rennen im benachbarten Südrhodesien ausgetragen. In den 1960er-Jahren gab es in Südafrika eine „engagierte Fahrergemeinde“, die vielfach mit ausgedienten Rennwagen europäischer Hersteller an den Start gingen. Einige Rennfahrer konstruierten allerdings auch eigene Fahrzeuge, die im englischen Sprachgebrauch als „Specials“ bezeichnet werden. Zu ihnen gehörte Doug Serrurier.

## Die Autos
Serrurier konstruierte von 1957 bis 1966 fünf verschiedene Modelle, von denen jeweils mehrere Exemplare hergestellt wurden.

### LDS Mark 1

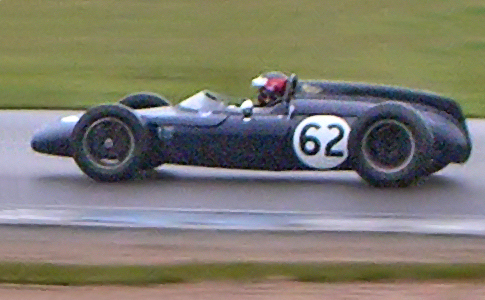
LDS Mark 1

Der 1957 konstruierte LDS Mark 1 verwendete einen Rohrrahmen, der dem des Cooper T41 nachempfunden war. Serrurier veränderte die Hinterradaufhängung: Anstelle der quer liegenden Blattfedern des Cooper hatte sein Auto Dreiecksquerlenker. Der Mark 1 war für unterschiedliche Motoren ausgelegt. Er entstand in fünf Exemplaren, die von Alfa-Romeo-, Porsche- oder Climax-Motoren angetrieben wurden. Herauszuheben sind zwei Fahrzeuge, die auch an Formel-1-Weltmeisterschaftsläufen teilnahmen:
- Der südrhodesische Rennfahrer Sam Tingle erwarb das zweite Exemplar des Mark 1, das mit einem Vierzylindermotor der Alfa Romeo Giulietta und einem Cooper-Getriebe ausgestattet war. Der Motor war unter Verwendung von Komponenten des römischen Tuningbetriebs Giannini überarbeitet worden; seine Leistung belief sich auf 140 PS.[3] Mit ihm qualifizierte sich Tingle für zwei Weltmeisterschaftsläufe: Beim Großen Preis von Südafrika 1963 ging er von Position 17 ins Rennen, schied aber bereits nach zwei Runden nach einem Bruch der Halbwelle aus. Zwei Jahre später qualifizierte sich Tingle an gleicher Stelle für den letzten Startplatz und kam als 13. und Letzter ins Ziel.

- Das dritte Exemplar des Mark 1 entstand 1960. Es war mit einem Climax-FPF-Motor ausgestattet. Der Wagen wurde nacheinander von Errol Hamman, Fanie Viljoen, Dave Clapham und Jackie Pretorius bei diversen Rennen der südafrikanischen Formel-1-Meisterschaft gefahren. Pretorius meldete das Auto zum Großen Preis von Südafrika 1965, der ein Lauf der Formel-1-Weltmeisterschaft war, schied dort aber bereits in der Vorqualifikation aus.[3]

### LDS Mark 2
1962 konstruierte Serrurier den LDS Mark 2, der eine niedrigere Linie aufwies und dem Cooper T53 nachempfunden war. Als Antrieb dienten zumeist modifizierte Alfa-Romeo-Triebwerke, die mit einem Fünfganggetriebe von Hewland kombiniert waren. Serrurier baute vier Exemplare des Mark 2. Zwei von ihnen, darunter eines mit einem Climax-Motor und einem Cooper-Getriebe, wurden von Gene Bosman und Fanie Viljoen ausschließlich im Rahmen der südafrikanischen Formel-1-Meisterschaft eingesetzt.
Mit dem dritten Fahrzeug meldete sich Serrurier mit seinem Team Otelle Nucci zu den Großen Preisen von Südafrika 1962, 1963 und 1965. In den Jahren 1962 und 1963 qualifizierte er sich für die Rennteilnahme. 1962 schied er nach einem technischen Defekt aus, 1963 wurde er Zwölfter mit acht Runden Rückstand auf den Sieger Graham Hill.

### LDS Mark 3
Der 1964 konstruierte Mark 3 war eine Kopie des Brabham BT11. Serrurier erhielt bei der Konzeption und dem Aufbau des Autos Unterstützung von Brabham. Das Auto wurde von einem 2,7 Liter großen Motor von Climax angetrieben. Der Mark 3 blieb ein Einzelstück.
Sam Tingle setzte den Mark 3 beim Großen Preis von Südafrika 1967 ein. Er qualifizierte sich für den zehnten Startplatz und ging damit vor Graham Hill im Werks-Lotus und vor Piers Courage in Rob Walker Racings privatem B.R.M. ins Rennen. Er schied nach einem Reifendefekt vorzeitig aus.
Für den Großen Preis von Südafrika 1968 erhielt der Mark 3 einen 3,0 Liter großen Repco-Motor. Tingle qualifizierte sich für das Team Gunston mit einem Rückstand von sieben Sekunden auf den Polesitter Jim Clark für den vorletzten Startplatz. Im Rennen fiel er nach 35 Runden infolge einer defekten Zündung aus. Der Große Preis von Südafrika 1968 war der letzte Weltmeisterschaftslauf, zu dem ein LDS gemeldet wurde.

### LDS Mark 4
1964 entstand der LDS Mark 4, der sich technisch am Mark 3 orientierte. Serrurier fuhr das Auto selbst bei diversen Rennen der südafrikanischen Formel-1-Meisterschaft. Einen Einsatz bei einem Weltmeisterschaftslauf gab es nicht.

### LDS Mark 5
1965 entstanden zwei Exemplare des LDS Mark 5. Bei ihnen handelte es sich um Nachbauten des Brabham BT16, der für die Formel 2 konzipiert worden war. Ein Fahrzeug wurde mit einem 2,0 Liter großen Climax-Motor ausgerüstet, das andere erhielt einen Formel-Junior-Motor von Ford. Die Autos traten nicht mehr bei einem Formel-1-Weltmeisterschaftslauf in Erscheinung.

## Rennergebnisse: LDS in der Formel-1-Weltmeisterschaft
| Saison | Team             | Fahrer           | Chassis               | Nr. | 1    | 2 | 3 | 4 | 5 | 6 | 7 | 8 | 9   | 10  | 11 | 12 | Punkte | Rang |
| ------ | ---------------- | ---------------- | --------------------- | --- | ---- | - | - | - | - | - | - | - | --- | --- | -- | -- | ------ | ---- |
| 1962   |                  |                  |                       |     |      |   |   |   |   |   |   |   |     |     |    |    | 0      | —    |
| 1962   | Otelle Nucci     | Doug Serrurier   | LDS Mark 2-Alfa Romeo | 21  |      |   |   |   |   |   |   |   | DNF |     |    |    | 0      | —    |
| 1963   |                  |                  |                       |     |      |   |   |   |   |   |   |   |     |     |    |    | 0      | —    |
| 1963   | Otelle Nucci     | Doug Serrurier   | LDS Mark 2-Alfa Romeo | 16  |      |   |   |   |   |   |   |   |     | 11  |    |    | 0      | —    |
| 1963   | Sam Tingle       | Sam Tingle       | LDS Mark 1-Alfa Romeo | 20  |      |   |   |   |   |   |   |   |     | DNF |    |    | 0      | —    |
| 1965   |                  |                  |                       |     |      |   |   |   |   |   |   |   |     |     |    |    | 0      | —    |
| 1965   | Otelle Nucci     | Doug Serrurier   | LDS Mark 2-Climax     | 21  | DNQ  |   |   |   |   |   |   |   |     |     |    |    | 0      | —    |
| 1965   | Sam Tingle       | Sam Tingle       | LDS Mark 1-Alfa Romeo | 25  | 13   |   |   |   |   |   |   |   |     |     |    |    | 0      | —    |
| 1965   | Jackie Pretorius | Jackie Pretorius | LDS Mark 1-Alfa Romeo | 29  | DNPQ |   |   |   |   |   |   |   |     |     |    |    | 0      | —    |
| 1967   |                  |                  |                       |     |      |   |   |   |   |   |   |   |     |     |    |    | 0      | —    |
| 1967   | Sam Tingle       | Sam Tingle       | LDS Mark 3-Climax     | 18  | DNF  |   |   |   |   |   |   |   |     |     |    |    | 0      | —    |
| 1968   |                  |                  |                       |     |      |   |   |   |   |   |   |   |     |     |    |    | 0      | —    |
| 1968   | Team Gunston     | Sam Tingle       | LDS Mark 3-Repco      | 18  | DNF  |   |   |   |   |   |   |   |     |     |    |    | 0      | —    |

| Legende  | Legende            | Legende                                                          |
| Farbe    | Abkürzung          | Bedeutung                                                        |
| -------- | ------------------ | ---------------------------------------------------------------- |
| Gold     | –                  | Sieg                                                             |
| Silber   | –                  | 2. Platz                                                         |
| Bronze   | –                  | 3. Platz                                                         |
| Grün     | –                  | Platzierung in den Punkten                                       |
| Blau     | –                  | Klassifiziert außerhalb der Punkteränge                          |
| Violett  | DNF                | Rennen nicht beendet (did not finish)                            |
| Violett  | NC                 | nicht klassifiziert (not classified)                             |
| Rot      | DNQ                | nicht qualifiziert (did not qualify)                             |
| Rot      | DNPQ               | in Vorqualifikation gescheitert (did not pre-qualify)            |
| Schwarz  | DSQ                | disqualifiziert (disqualified)                                   |
| Weiß     | DNS                | nicht am Start (did not start)                                   |
| Weiß     | WD                 | zurückgezogen (withdrawn)                                        |
| Hellblau | PO                 | nur am Training teilgenommen (practiced only)                    |
| Hellblau | TD                 | Freitags-Testfahrer (test driver)                                |
| ohne     | DNP                | nicht am Training teilgenommen (did not practice)                |
| ohne     | INJ                | verletzt oder krank (injured)                                    |
| ohne     | EX                 | ausgeschlossen (excluded)                                        |
| ohne     | DNA                | nicht erschienen (did not arrive)                                |
| ohne     | C                  | Rennen abgesagt (cancelled)                                      |
| ohne     | keine WM-Teilnahme |                                                                  |
| sonstige | P/fett             | Pole-Position                                                    |
| sonstige | 1/2/3/4/5/6/7/8    | Punktplatzierung im Sprint-/Qualifikationsrennen                 |
| sonstige | SR/kursiv          | Schnellste Rennrunde                                             |
| sonstige | *                  | nicht im Ziel, aufgrund der zurückgelegten Distanz aber gewertet |
| sonstige | ()                 | Streichresultate                                                 |
| sonstige | unterstrichen      | Führender in der Gesamtwertung                                   |